# Dvorište
Dvorište is een plaats in de gemeente Krnjak in de Kroatische provincie Karlovac. De plaats telt 31 inwoners (2001).